# Rubén García (ur. 1993)
Rubén García Santos (ur. 14 lipca 1993 w Walencji) – hiszpański piłkarz występujący na pozycji pomocnika w CA Osasuna. 
Właściciel organizacji e-sportowej Guasones, biorącej udział w rozgrywkach League of Legends hiszpańskiej ligi regionalnej.